# Carlos Canales Fernández
Carlos Canales (Callao, Provincia constitucional del Callao, Perú, 29 de octubre de 1991) es un futbolista peruano. Juega como mediocentro y su equipo actual es FC Cajamarca de la Copa Perú.

## Trayectoria
Realizó las divisiones menores en la Academia Cantolao donde se mantuvo hasta los 18 años. Durante el 2007 y el 2011 perteneció a Inti Gas, sin embargo solo jugó el equipo de reserva. Tuvo una gran para el 2012 y dejó las canchas.
El 2013 llegó al Sport Boys pero por un problema con el carné de cancha, empezó a jugar en el 2014. Jugó 19 partidos en la Segunda División de Perú.
Al siguiente año llegó a Los Caimanes de Puerto Eten, sin embargo una lesión a los meniscos lo dejó fuera de las canchas por casi todo el campeonato. Al siguiente año Marcial Salazar lo hizo alternar en 3 partidos.
Al siguiente año llega al Pirata FC quien afrontaba la Copa Perú. También tuvo un pequeño paso por Carlos Stein de Lambayeque. Se coronó campeón de la Copa Perú 2018 ascendiendo a Primera División, Cobi fue una de las principales figuras.
Fue uno de los pocos jugadores que se quedaron para afronta la Liga 1. Su debut en la profesional se dio frente a Real Garcilaso, donde Canales anotó un gol dándole la victoria a su club. Se dio a conocer en el fútbol peruano en al fecha 2 contra Universitario de Deportes en el Estadio Monumental, donde Canales anotó el gol de descuento que sería un 3-1 a favor de los cremas. Sin embargo, Canales tuvo un partido sorprendente. Al final del partido fue felicitado por el mismo Germán Denis. A final de año descendió de categoría. Al siguiente año volvió a descender de categoría, esta vez con Atlético Grau.

## Clubes
| Club                          | País | Año         |
| ----------------------------- | ---- | ----------- |
| Sport Boys                    | Perú | 2013 - 2014 |
| Los Caimanes                  | Perú | 2015 - 2016 |
| Pirata FC                     | Perú | 2017 - 2019 |
| Atlético Grau                 | Perú | 2020        |
| Unión Comercio                | Perú | 2021        |
| Deportivo Lute                | Perú | 2022        |
| La Balsa                      | Perú | 2022        |
| Deportivo Lute                | Perú | 2023        |
| Juventud La Joya (Lambayeque) | Perú | 2023        |
| FC Cajamarca                  | Perú | 2024 -      |

## Palmarés

### Campeonatos nacionales
| Título            | Club              | País | Año  |
| ----------------- | ----------------- | ---- | ---- |
| Copa Perú         | Molinos El Pirata | Perú | 2018 |
| Supercopa Peruana | Atlético Grau     | Perú | 2020 |

### Distinciones individuales
| Distinción                                                                             | Año  |
| -------------------------------------------------------------------------------------- | ---- |
| Incluido en el equipo ideal de la Copa Perú según el portal periodístico DeChalaca.com | 2018 |